# Rafael Benítez Madrid
Rafael Benítez Madrid (Córdoba, 16 de junio de 1939-Huelva, 3 de enero de 2015) fue un futbolista español que jugó en la posición de delantero.

## Clubes
| Club                                    | País   | Temporadas  |
| --------------------------------------- | ------ | ----------- |
| Club Atlético de Ceuta                  | España | 1961 - 1962 |
| Real Club Recreativo de Huelva          | España | 1962 - 1964 |
| Córdoba Club de Fútbol                  | España | 1964 - 1965 |
| Unión Deportiva Melilla                 | España | 1965 - 1966 |
| Córdoba Club de Fútbol                  | España | 1965 - 1967 |
| Real Sociedad Gimnástica de Torrelavega | España | 1967 - 1968 |